# 東京無線協同組合
東京無線協同組合（とうきょうむせんきょうどうくみあい）は、東京都23区・武蔵野市・三鷹市を営業区域とするタクシー会社によって組織されている協同組合である。東京無線もしくは公式名称である東京無線タクシーでも知られている。タクシー無線グループとしては国内最大規模。

## 概要
1961年（昭和36年）にそれまで各タクシー事業者が独自に営業していたものを複数社が協力した一括配車を目的に「東京城西旅客自動車事業協同組合」として発足した。
2020年（令和2年）10月現在50社・55営業所が加盟しており、加盟事業者には他の無線グループとの同時加盟や独自無線の使用を禁止している。
2020年（令和2年）4月現在3706台無線車3507台。アプリ配車を通じて、同業他協組との業務提携が2021年4月をめどに推進中（後述）。

### 組織
2010年（平成22年）3月に新宿区百人町2-18-12へ新設した本部ビルに加盟各社による理事会ならびに後述部署が組織されており、理事長は2018年（平成30年）6月1日に前任の宮園自動車川村泰利社長から実用興業坂本篤史社長へ交代、その後2022年（令和4年）5月30日に日本自動車交通村澤儀雄社長へ交代した。

#### 本部・事務局・営業部・無線室
- 杉並区高円寺北2-1-20の旧本部ビルより移転。
  - 無線室[注 6]では、2010年（平成22年）8月よりカーナビゲーションと連動した自動配車システムを採用するデジタルGPS-AVM方式11波で無線配車を行っていたが、2021年（令和3年）よりIP無線に移行[注 7]。

#### 教育指導部
- 中野区弥生町2-25-7より移転。
  - 乗務員教育並びに街頭指導を行う。1979年（昭和54年）に運輸省（現：国土交通省）陸運局長認可。初任教育を行う教育センターは1985年（昭和60年）に東京都から職業訓練校の認定（認定職業訓練）を受けた。

### 車両
2011年（平成23年）7月現在、グループとしての保有車両数はカーナビシステムと連動したデジタルGPS-AVM車3,995台と非無線車573台の総計4,568台。黒塗りハイグレード車、もしくは車体全体を緑色ベースとし、下回りにオレンジ色の矢、側面に白色帯を採用する塗装の一般車が存在する。
いずれも屋根上に東京タワーをモチーフとした行灯を備えた共通の外装で営業するが。JR東日本東京総合車両センター田町センターの真下を通る港区高輪橋架道橋下区道高輪橋架道橋・大田区中央東海道本線作尻ガード・足立区柳原東武鉄道伊勢崎線ガード・江東区北砂越中島貨物線第2八右エ門ガードなど一部高架下でクラウンコンフォート・コンフォートの行灯が接触し破損する事態が多発したためサイズの見直しを実施。その結果従来からの大型・頂点部カット・上下圧縮・主に黒タク装着用小型の以上4タイプ行灯が製造・装着され、最終的に小型に集約された。
この他にNV200用としてフロントガラス上部設置用の小型行灯をベースに土台部を斜にカットしたタイプやジャパンタクシー用にフロントガラス上部設置用の横長タイプ存在するが、後方から視認できないため事業者によってはジャパンタクシーなど背高車に「東京無線」と無線番号のみ表記された後方用行灯も設置する。前述通り小型タイプに集約されたため各社車庫の都合等を事由としたケースを除いて基本的には一般的に小型タイプを搭載する。また過去には機械式立体駐車場の車高制限対策として、頂点部をマグネットで脱着可能にしたものが極少数製作・装着されたことがあるが、過去の車種に比べて車高が低くなった現代では通常タイプでも接触せずに通ることが可能。
黒塗りハイグレード車は、グループ全体の保有台数のうち25%の転換を目標として2007年（平成19年）度より導入。2010年（平成22年）12月現在で約820台を保有している。
- 黒塗り車乗務には原則として上級乗務員資格が必要であり[注 11]、講習会も開催されている[注 12]。が、営業所の裁量で一般乗務員でも乗務する場合もある。

#### 車種
※2017年（平成29年）現在で使用されている車種を以下に示す。
トヨタ自動車製
- クラウンセダン
- クラウンコンフォート
- コンフォート
- アルファード
- プリウス
- プリウスα
- ジャパンタクシー
- レクサス

日産自動車製
- セドリック
- ノート e-POWER
- NV200
- リーフ

現代自動車製
- グレンジャー[注 13]

また以前には、トヨタ自動車製ではコロナ・クラウンエステート・エスティマ・マークIIブリット・シエンタが、日産自動車製ではブルーバード・グロリア・クルーが、マツダ製ではルーチェ・カスタムキャブが、三菱自動車工業製ではデリカなどが使用された経歴がある。

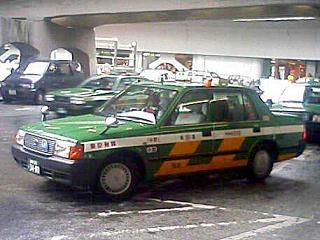
城西タクシー所属 コンフォート
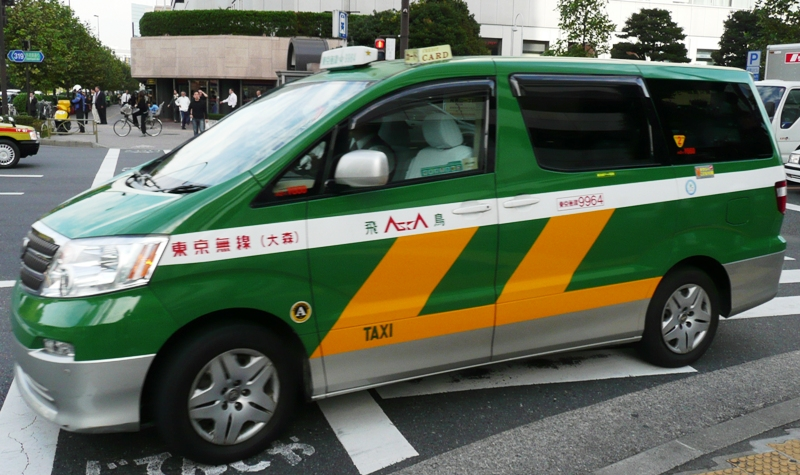
飛鳥交通（脱退）所属 アルファードV
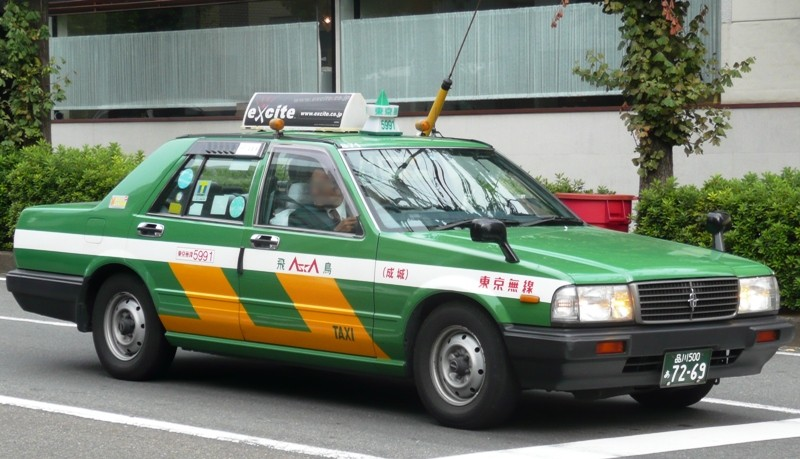
飛鳥交通（脱退）所属 セドリック
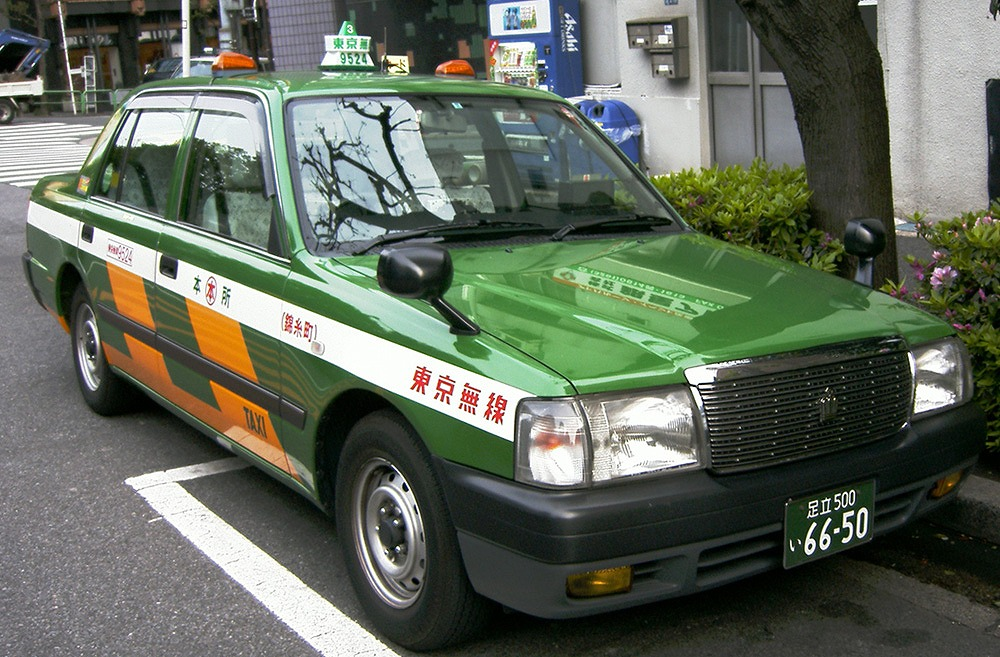
本所タクシー所属 クラウンコンフォート
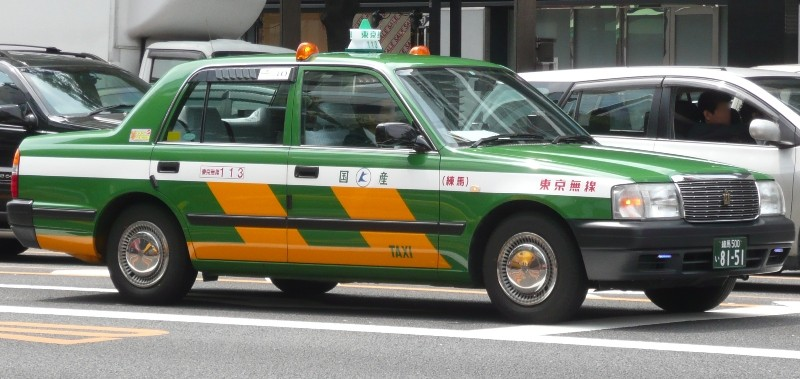
国産自動車所属 クラウンコンフォート （ドアミラー車）
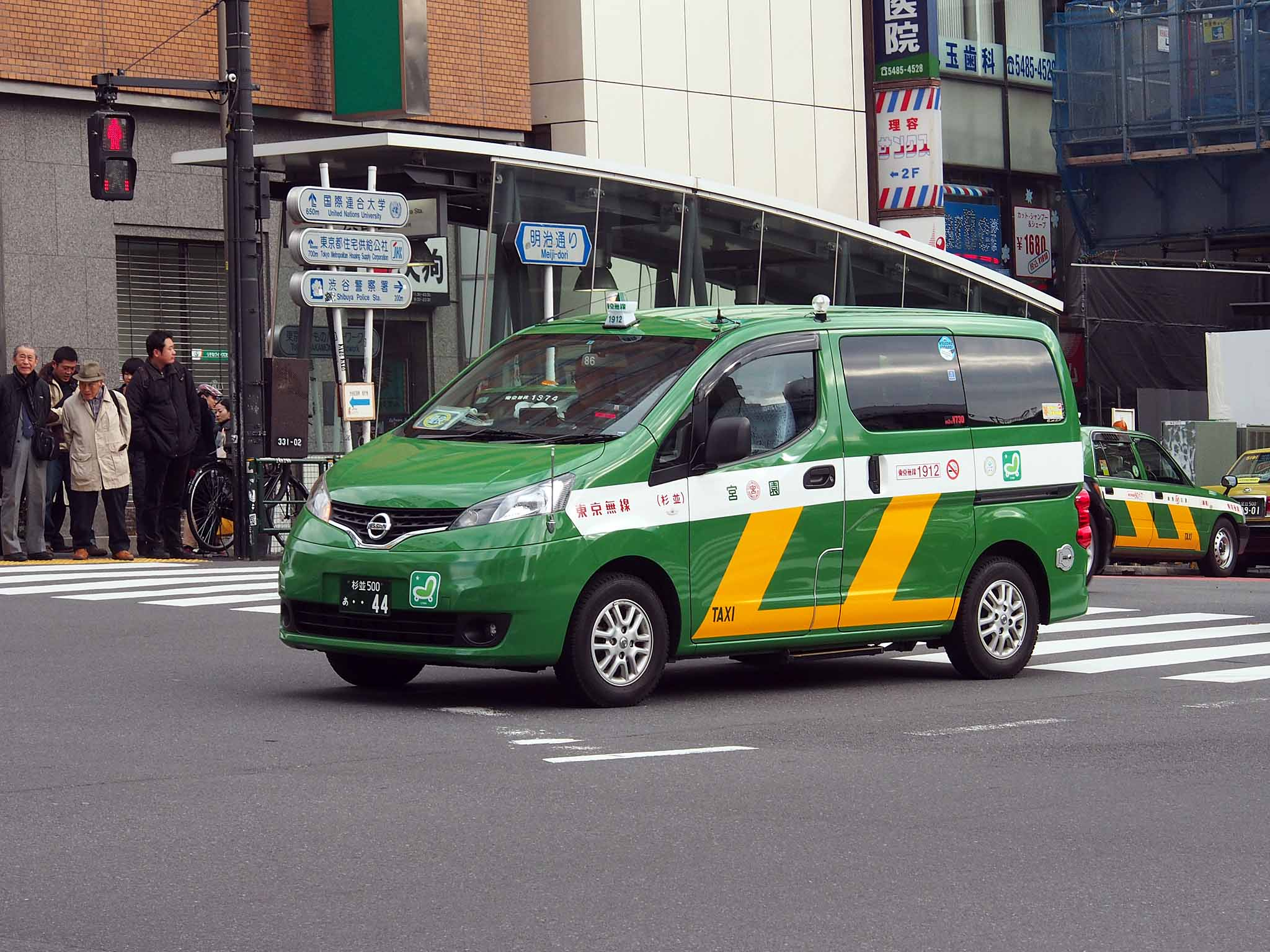
宮園自動車所属 NV200
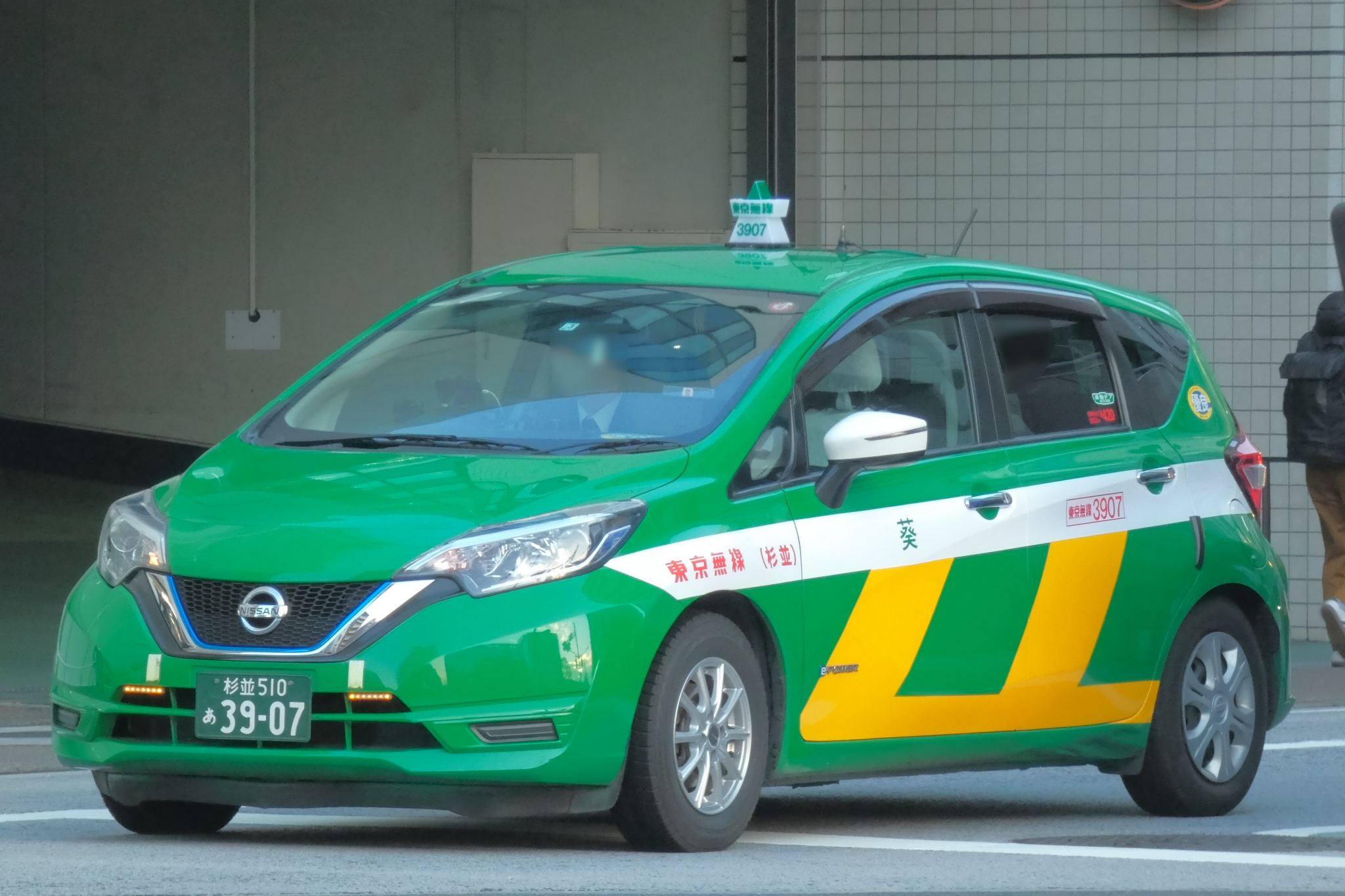
葵交通所属 ノート e-POWER
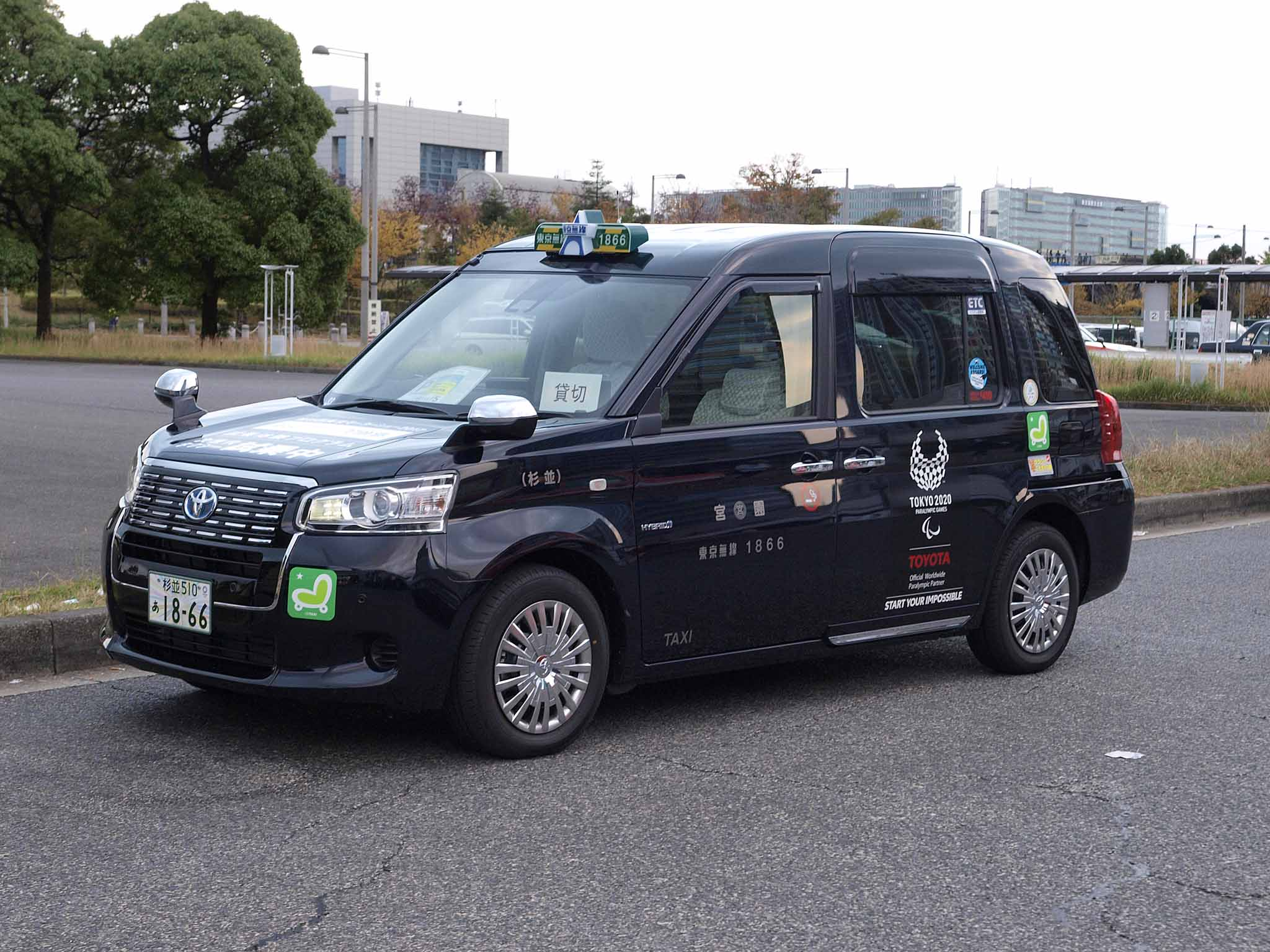
宮園自動車所属 ジャパンタクシー
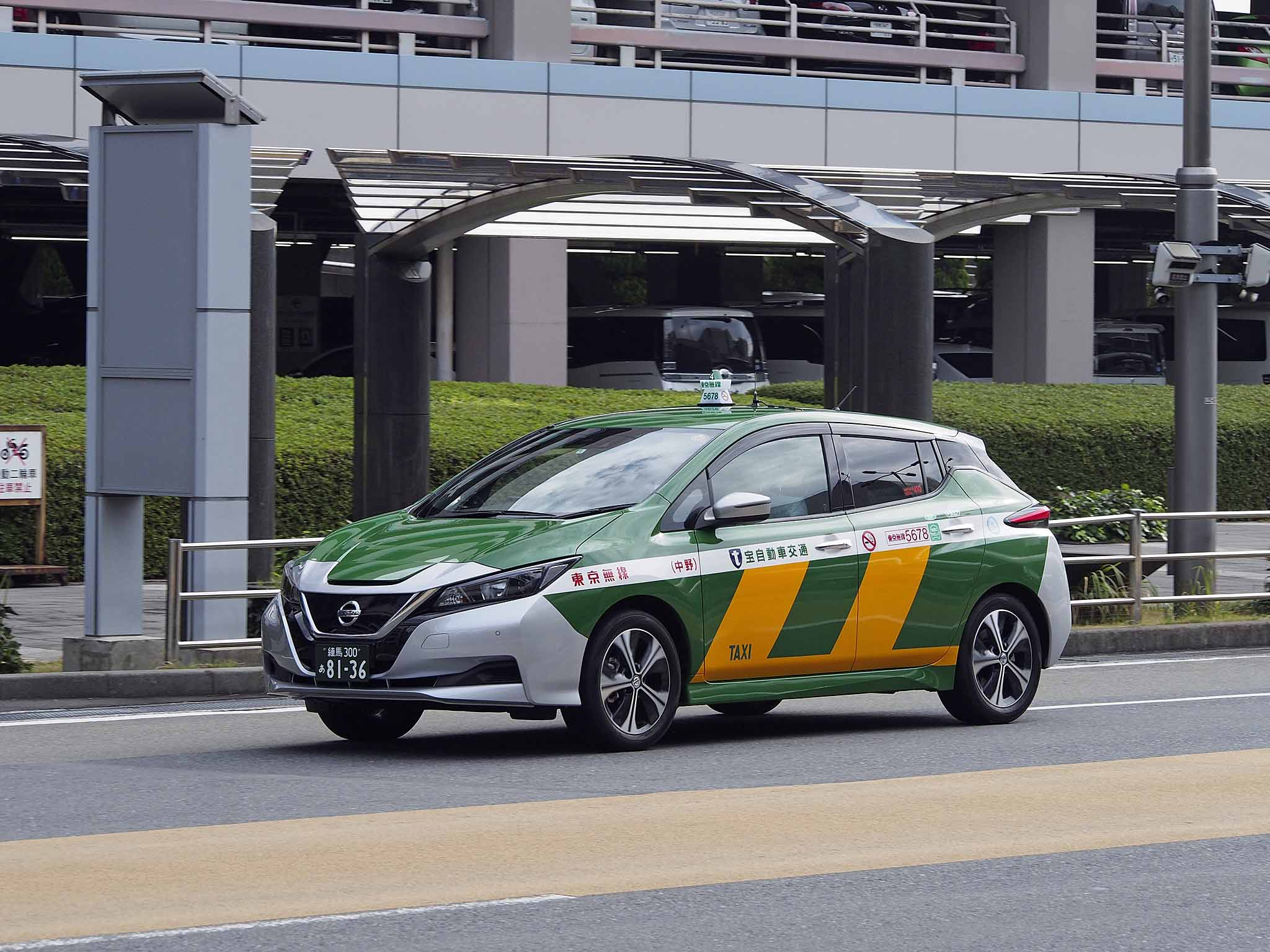
宝自動車交通所属 リーフ （電気自動車）
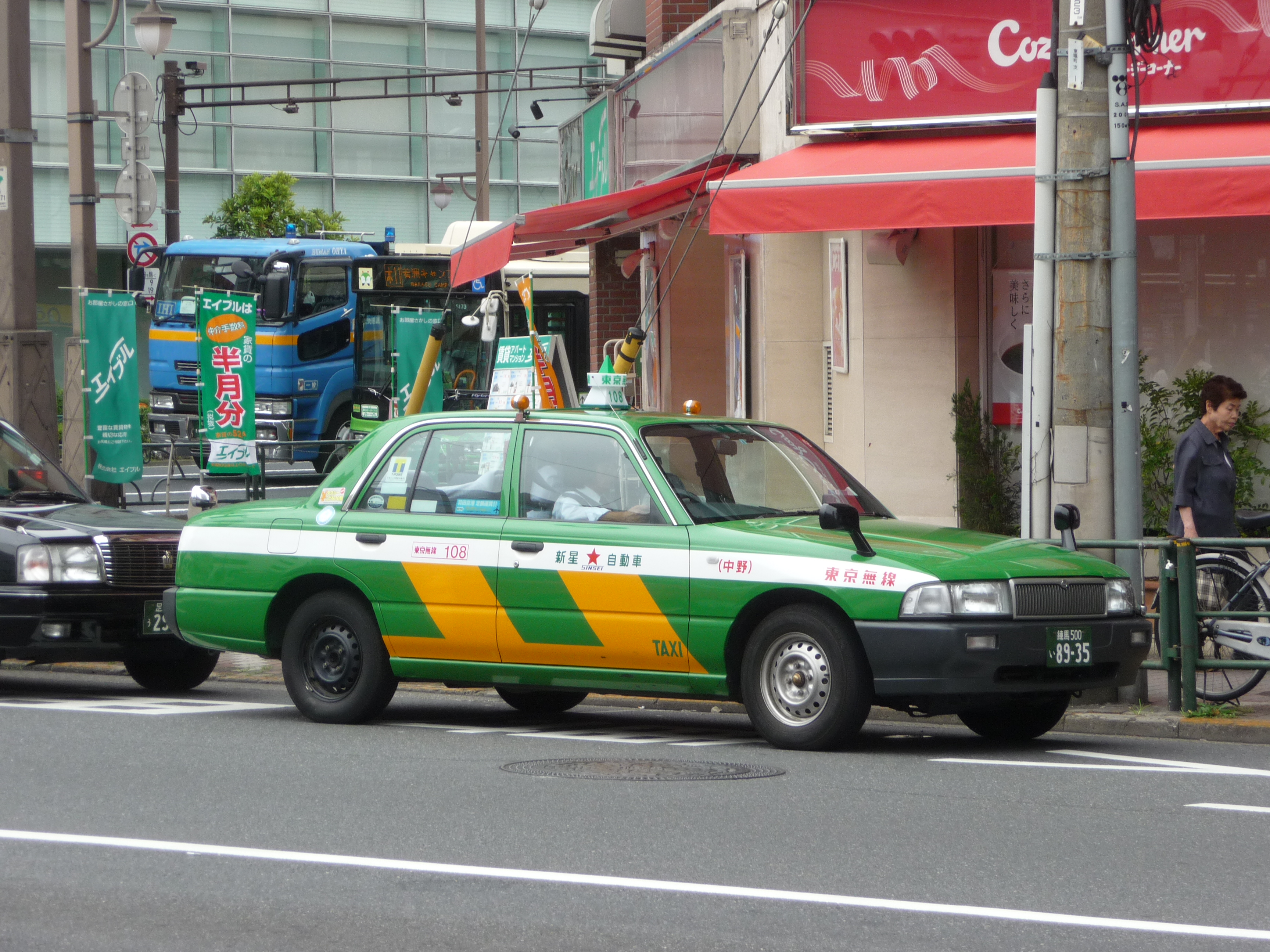
新星自動車所属 クルー
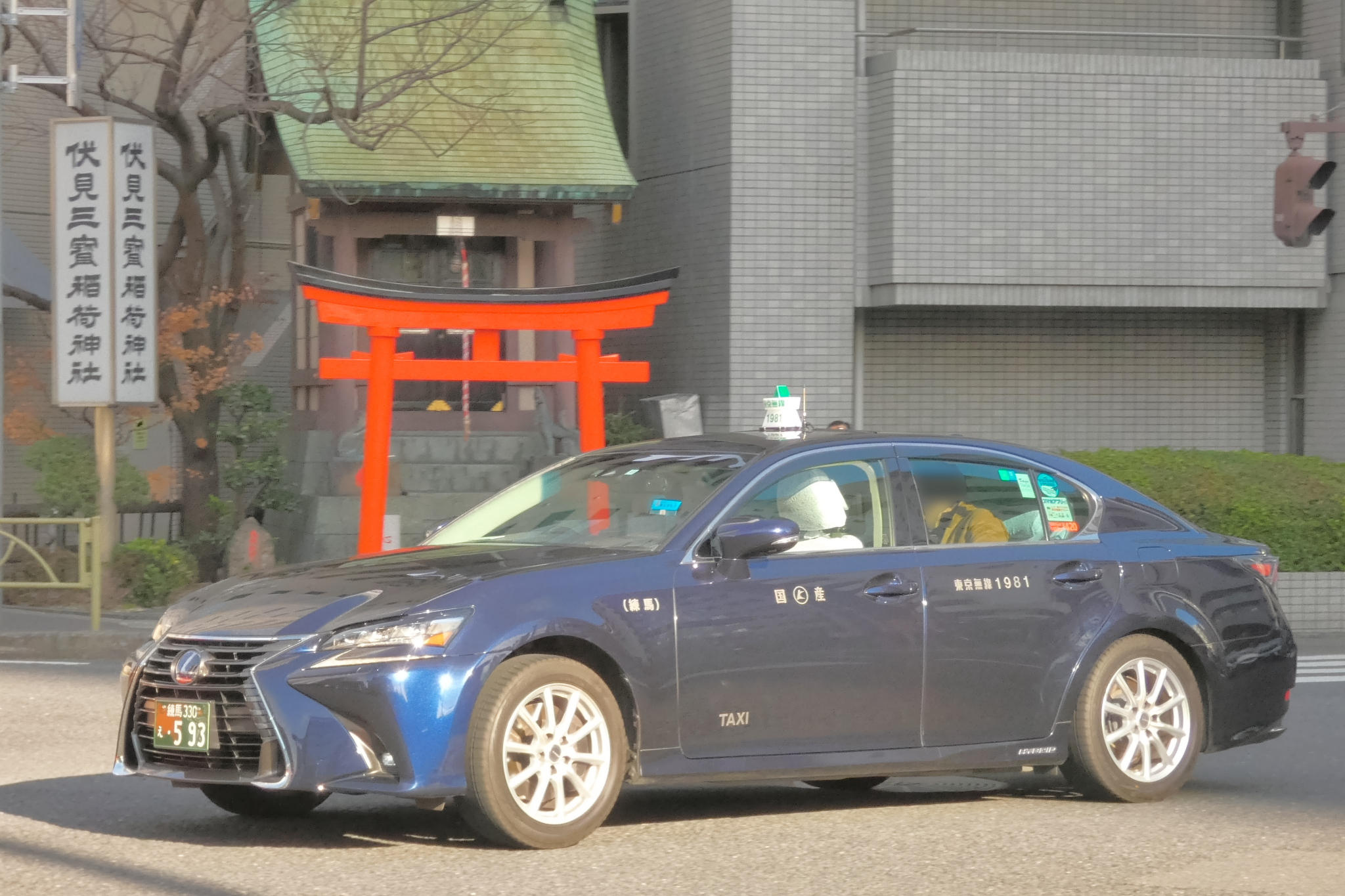
国産自動車交通所属 レクサスGS300h
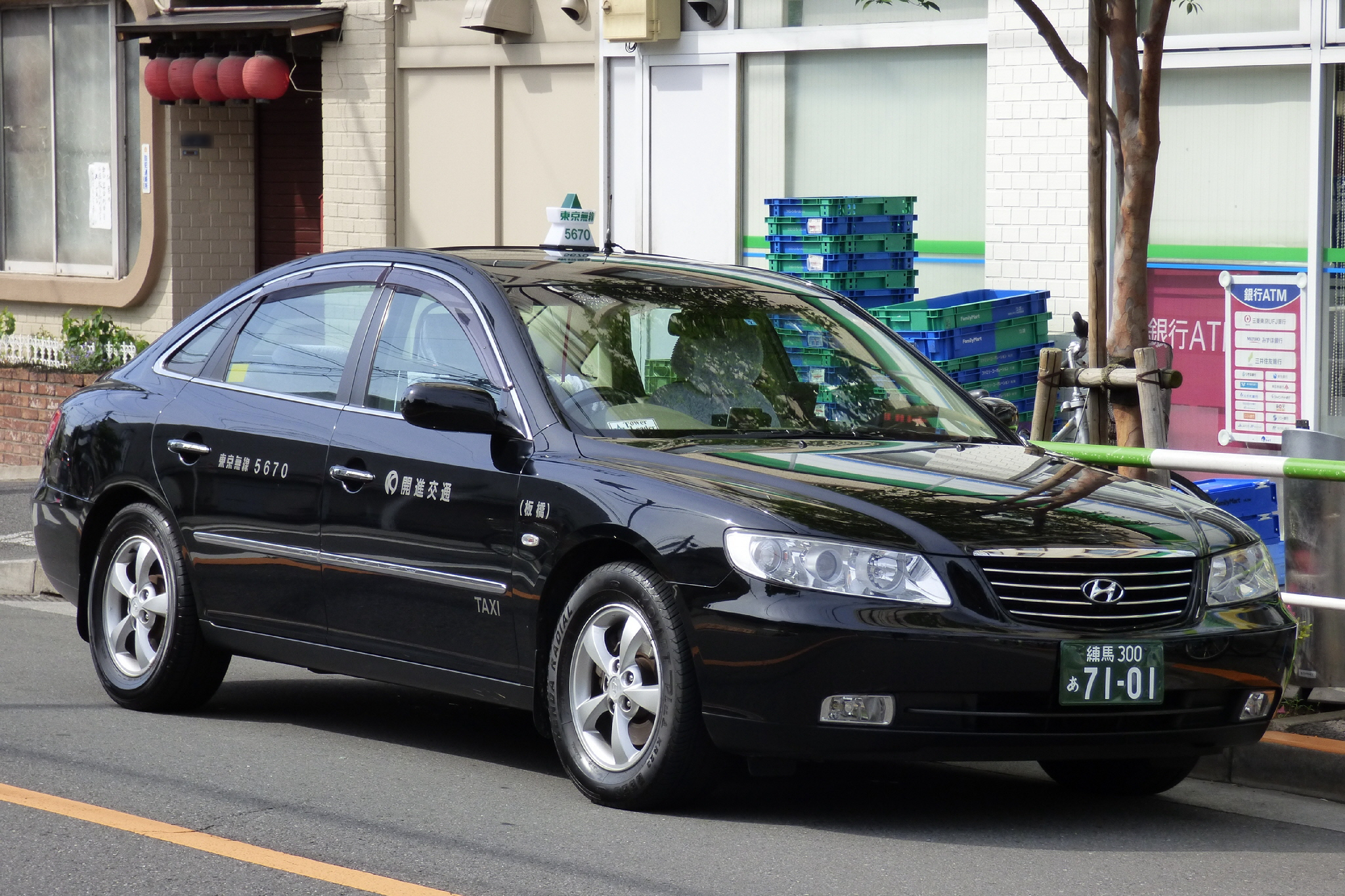
開進交通所属 グレンジャー

### 乗務員資格
通常の乗務員とは別に乗客へのサービスの向上と安全確保のため次の上級乗務員資格制度を導入している。
また制服は、ジャケットが緑色、ベスト並びにズボンがグレーとなっていたが、黒色ハイグレード車導入により上下共に黒の専用制服を制定。2014年（平成26年）4月に一般乗務員も含み黒色制服へ統一と被服規定を変更し、2017年（平成29年）3月に従来の制服は廃止となった。なお乗務員資格によってネクタイの色が異なり、一般乗務員用はエンジ色となる。

#### サービスリーダー
1986年（昭和61年）12月制定。2012年（平成24年）1月現在332名。各社からの推薦によって選抜された乗務員で指導員資格を所有。通常の乗務以外に新任乗務員添乗教育・非違行為の未然防止ならびに指導・乗り場整理等を行う。
服装規定はタワーリーダーに準ずるが、ネクタイがタワーリーダー用ネクタイに赤の刺繍ラインが入った専用品となるほか、乗務車両の前後にはサービスリーダープレートを表示する。

#### タワーリーダー
2001年（平成13年）1月制定。2012年1月現在3,558名。大口無線顧客から「安心して乗れる。サービスが良い。事故がない。」以上の3点要望により誕生した乗務員資格制度。以下に該当する用件を満たした場合に第一選抜基準を得ることが可能となる。
- 原則として満65歳以下でタワーリーダー資格を取得することを宣言し黒色ハイグレード車乗務を可能にした一般乗務員もしくは本組合主催のサービスコンテストに出場し予選で一定以上の成績を収めた者でいずれも効力発揮から1年以内であること[注 19]。
- 3年以内に過失責任50%以上の人身事故を起こしていないこと。
- タクシー営業中5年以内に次の違反がないこと。
  - 30km/h以上の速度違反。
  - 酒気帯び・酒酔い運転違反。
  - 駐車違反。
- 自家用車を含み3年以内に上述3項目を除いた違反で免許停止処分を受けていないこと。
- 2年以内に東京無線内部規定による無線罰則違反規定で無線乗務停止処分を受けていないこと。
- 2年以内に東京タクシーセンター・教育指導部・会社のいずれかに苦情および指導報告があっても乗務員に責任があった判断を下されていないこと。

さらに各事業者の推薦を得て本組合主催の地理試験で100点満点中80点以上取得すれば合格となりタワーリーダーの資格要件を満たす。その後講習を受けて初めてタワーリーダーとなり、以下の営業上権利を得ることができる。
- 黒塗りハイグレード車の乗務[注 12]。
- 特定顧客[注 21]を対象とする指定配車。
- 青山・日比谷・麹町の特定待機配車。
- 特定顧客向け先着予約配車[注 22]。

またサービスリーダーも含み一般乗務員とは服装規定で以下の相違点がある。
- ネクタイ：薄いグレー色[注 23]。
- 靴：一般乗務員では黒色のみ指定されるが、リーダーは黒色の革靴に限定[注 24]。
- ジャケット：夏期は非着用乗務が認められている[注 25]が、無線配車時は着用義務がある。

##### 台場地区選抜乗務員
2014年（平成26年）制定。上述したサービスリーダーならびにタワーリーダーのうち本組合による選抜試験に合格した乗務員に発給される資格で、以下の無線配車を受ける権利を得られる。
- 台場地区特定配車（フジテレビジョン本社・湾岸スタジオ）[4]。
- フジテレビジョン車両課発注の先着予約配車。

### 専用乗り場
2024年（令和6年）7月現在で運用中
- 東京警察病院[注 26]
- 日本赤十字社医療センター[注 27]
- 公立学校共済組合関東中央病院（日の丸自動車・国際自動車と共用）
- 荻窪病院
- 杏林大学医学部付属杉並病院
- 浴風会病院
- 中野セントラルパークサウス
- ホテルグレイスリー新宿
- ホテル インターコンチネンタル 東京ベイ（タワーリーダー乗務の黒・紺色車両限定、日本交通と共用）
- 六本木グランドタワー乗り場（タワーリーダー乗務の黒・紺色車両限定、日本交通・帝都自動車交通と共用）
- 泉ガーデンタワー（タワーリーダー乗務の黒・紺色車両限定、日本交通と共用）
- IHI本社ビル[注 28]
- 日本橋室町三井タワー乗り場（国際自動車と共用）
- 愛育病院
- 昭和大学江東豊洲病院（日本交通と共用）
- 森山記念病院

廃止された専用乗り場
- 東京ガーデンテラス紀尾井町：2016年（平成28年）12月1日 - 2017年（平成29年）10月1日（大和自動車交通・帝都自動車交通と共用→日本交通へ移管）
- イムス東京葛飾総合病院：2024年（令和6年）4月1日 - 同年6月30日（元チェッカーキャブ専用乗り場）

### 提携チケット
タワーネットワーク加盟会社・グループ
2014年（平成26年）6月現在、全国120社・約5700台（東京無線加盟事業者除く）。
- タワーネットワーク加盟事業者一覧

チケット提携会社・グループ
詳細は公式ウェブサイト東京無線タクシー 組合概要 後払い式タクシーチケット提携会社一覧を参照。

### チェッカーキャブとの提携
2011年（平成23年）にはチェッカーキャブ無線協同組合と提携・業務の統合による合理化で共通乗車券の発行・装備品の共同購入・無線配車の統合・運転手教育の一本化などを実施すると報じられたが、2020年（令和2年）に後述の発表があるまでの実績は2012年（平成24年）4月より共通乗車券の発行、2018年（平成30年）より双方の接客コンテストを勝ち抜いた乗務員による最終戦「タクシーサービスチャンピオンシップファイナル」の共同開催を行ったのみであった。
2020年（令和2年）10月29日、2021年（令和3年）4月1日より開始されるチェッカーキャブ無線協同組合との業務提携の概要が発表され、
- 行灯を東京無線仕様のタワー型に、車体にチェッカー仕様の市松帯を入れ外観を統一。
- 東京無線のタワーネットワークチケットとチェッカーのチェッカーネットワークチケットを共通化し、双方の車両および全国での提携事業者で双方のチケットを利用可能にする。また、更新の時期に合わせタワーネットワークチケットに統一。得意先券[注 29]も共通利用可に。
- タクシーチケットや福祉券等の精算業務を一括化、請求を一本化し業務を効率化。
- 双方がそれぞれで行ってきた乗務員教育を一括化し、サービスの向上を図る。
- 無線配車システムおよび配車業務の統合を目指す[注 30]。

ことが示された。
なお、チェッカー側の行灯に関しては提携開始となる2021年（令和3年）4月1日より一週間程度で交換される予定となっている。なお、無線番号はチェッカー側の番号が維持され、東京無線側の番号は番号帯がチェッカー側と重複するものに関しては改番されている。変更時期は明らかにされていないものの、遠くない将来には協同組合の組織そのものの統合も視野に入れているとしている。また、業務提携に伴い東京無線側でもチェッカーキャブで導入されたS.RIDEに対応することが機関決定されている。
2022年（令和4年）6月25日には、提携後初めてチェッカー側の交通安全キャンペーンである「くれよんタクシー」を東京無線も共同開催することとなった。
2023年（令和5年）11月13日、2024年（令和6年）4月にチェッカー加盟事業者が東京無線に二重加盟する形で合流すると報じられた。その記事中において、
- 2024年（令和6年）1月よりチェッカー側の無線を順次東京無線仕様に切り替え、その翌月より無線業務が一本化。
- タクシー配車アプリケーションは合流するチェッカー側はS.RIDE、従前からの東京無線側はGOを維持。
- チェッカーの1社2協組は当面存続、2024年（令和6年）4月までに自動車会館から東京無線の本部に移転。
- 特別区武三地区外は組織統合の対象外。

と記載された。
車両の形態

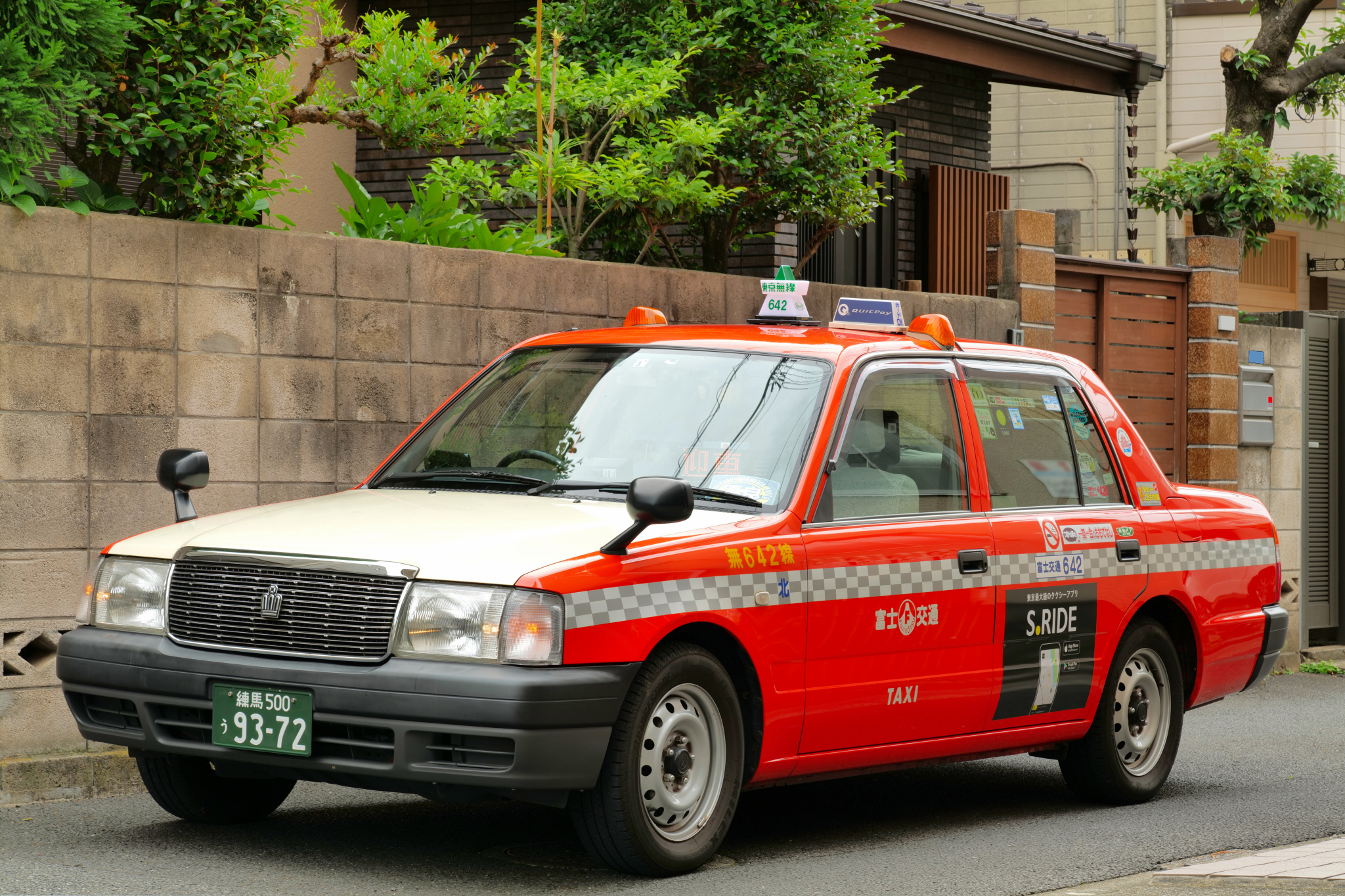
2021年（令和3年）4月から開始されたチェッカーキャブ無線協同組合との業務提携で同組合の車両に本組合の行灯を装着 （富士交通）
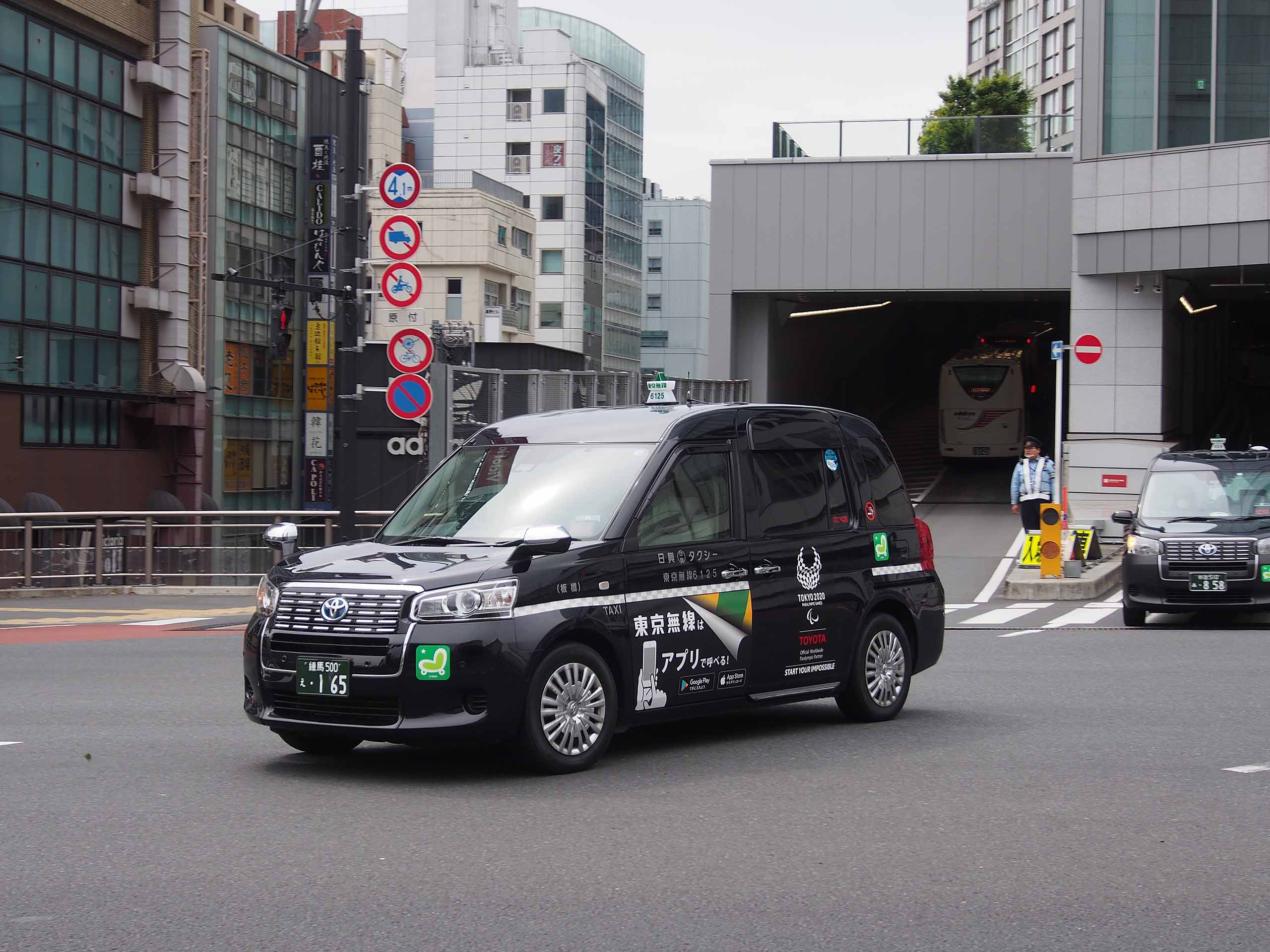
ジャパンタクシーはチェッカーキャブ無線協同組合の市松帯を追加 （日興タクシー）

行灯の形態
いずれも東京無線のタワー型行灯の側面にチェッカーの行灯型の表記がある。

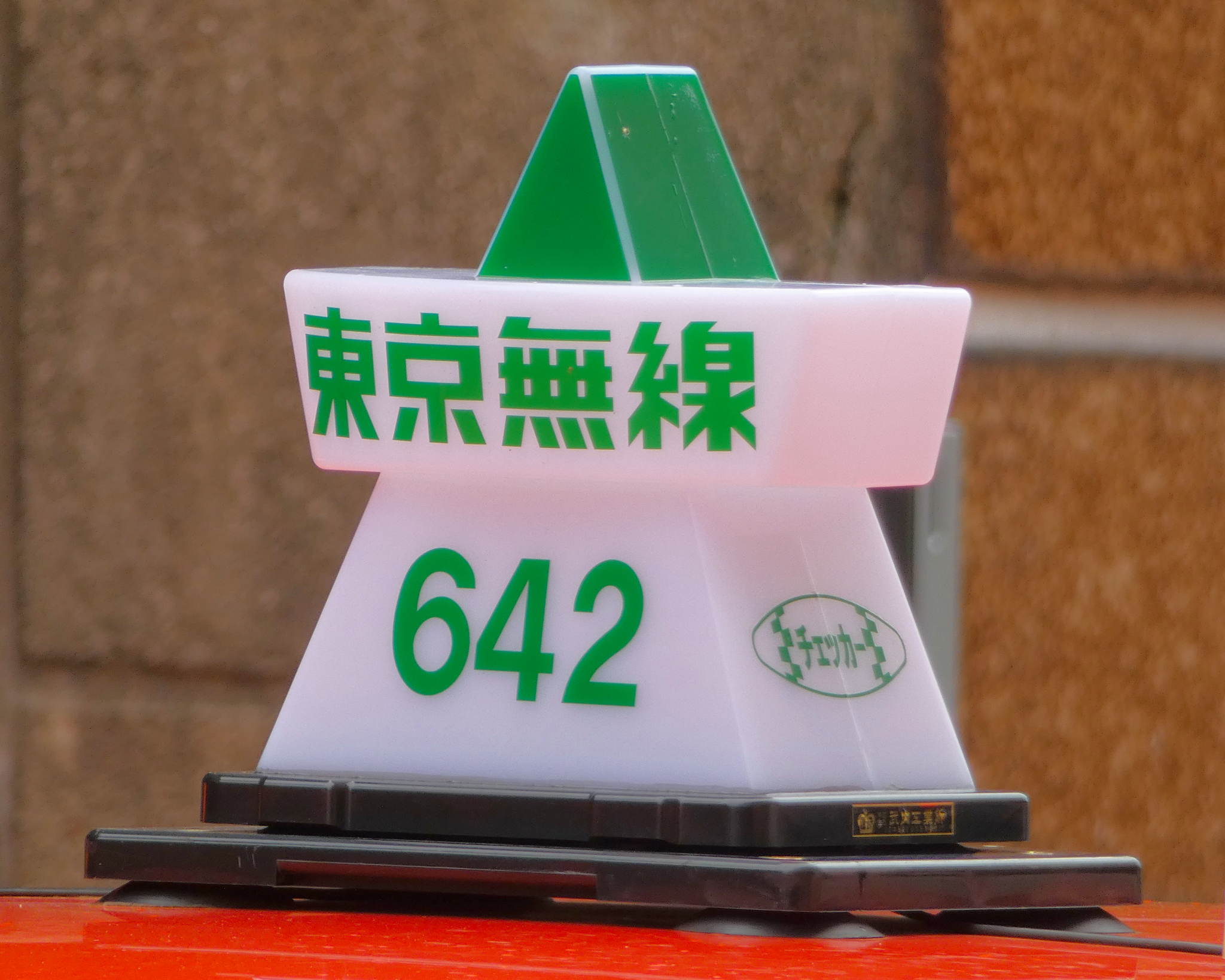
屋根中央部設置用[注 33] （富士交通）
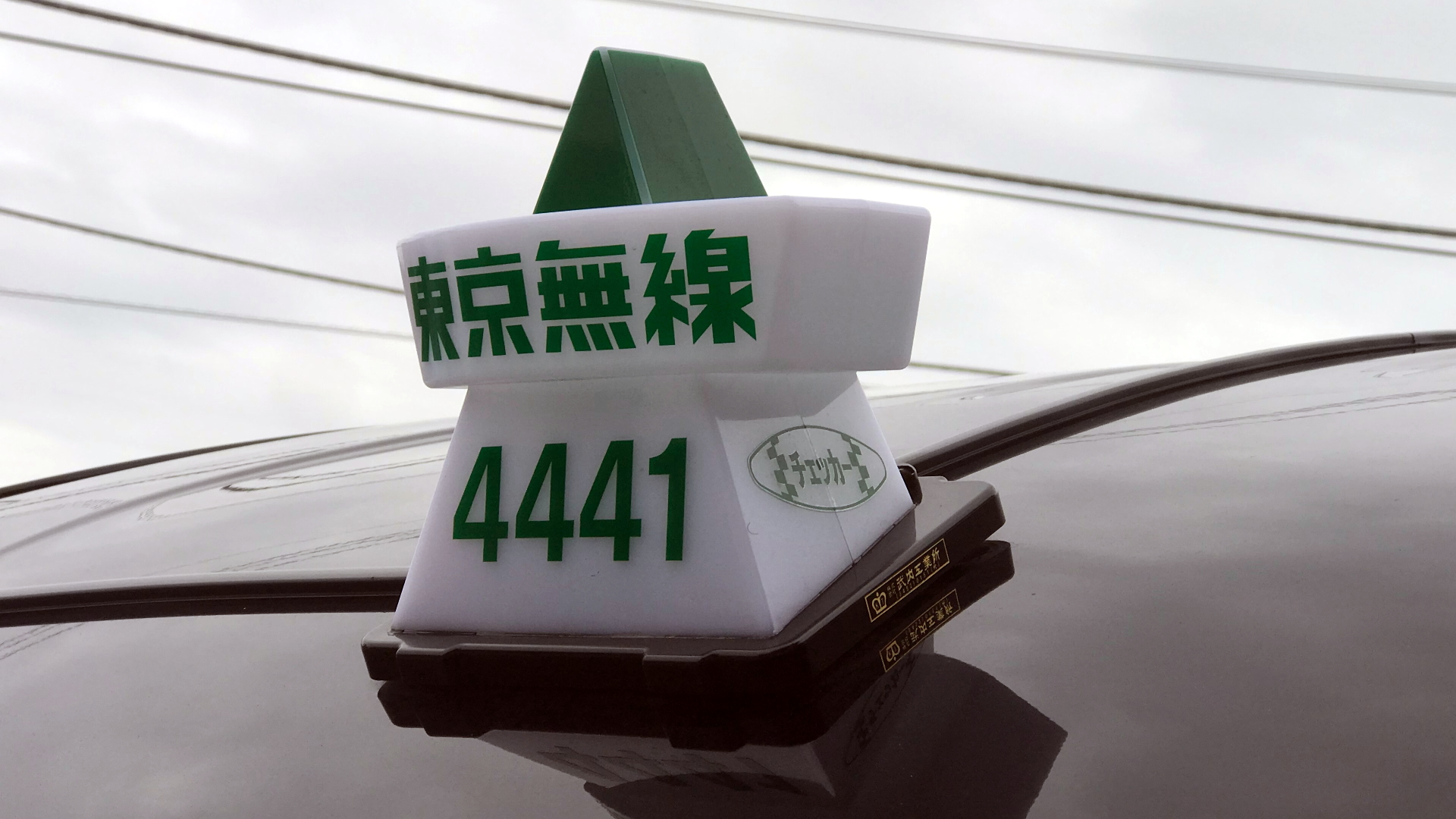
背高車のフロントガラス上部設置用 （小松川タクシー）

## 沿革
- 1961年（昭和36年） - 東京城西旅客自動車事業協同組合として発足。
- 1965年（昭和40年） - 京王交通（現：飛鳥交通）・高円寺交通・東京コンドルタクシー（現：コンドルタクシー）・昭和自動車・シルバータクシー・新星自動車・新日本交通・杉並交通・大陸交通・伊達交通・東京ウエスターン交通・同盟交通・日本自動車交通・練馬交通・練馬タクシー・東日本交通・不二交通・平和タクシー・美鈴タクシー・宮園自動車[15]・代々木自動車の21社で無線営業を開始。
- 1975年（昭和50年） - 宮園自動車で国内初の身障者ドライバーが乗務開始。
- 1979年（昭和54年） - 三菱電機製サインポスト方式AVMシステムの運用を開始。
- 1980年（昭和55年） - 国産自動車交通が加盟[16]。
- 1984年（昭和59年）
  - 東京無線タクシー協同組合に改称。
  - 公和自動車交通が加盟。
  - 開成交通・城西タクシーが東旅ハイタク事業協組（共同無線→現：日の丸自動車グループ）から、豊和自動車が宮園自動車傘下入りに伴いチェッカーキャブから移籍。
- 1985年（昭和60年） - 本所タクシー[17]が中央無線（現：信和事業）[注 34]から移籍。
- 1986年（昭和61年）
  - スガイ交通が加盟。
  - 教育センターが東京都認定職業訓練校に認定される。
- 1989年（平成元年） - 三菱電機製サインポスト方式スーパーAVMシステム運用開始。
- 1990年（平成2年）
  - 加盟社が41社となる。
  - タワーカードシステム[注 35]を導入。
- 1994年（平成6年） - 同進交通が加盟。
- 1998年（平成10年） - 日本通運グループだった日通ひまわり交通が京王交通に吸収合併され消滅。
- 1999年（平成11年）
  - 東京コンドルタクシー（→コンドルタクシー）・第三コンドルタクシー・根ノ上交通（→コンドルキャブ (初代)）のコンドルタクシーグループ3社が独自でMCA無線を導入したため脱退。
  - 同進交通の子会社として発足した開進交通および独自営業していたけいひんボラグ（京浜運送旅客部）が加盟。
- 2000年（平成12年）
  - 東京無線協同組合に名称を変更[注 37]。
  - いたずら電話の増加から、車体後部から無線予約電話番号表記が消える。
  - 東京第一交通がチェッカーキャブ無線から、京西交通・親和交通（現：親切タクシー）・蔦交通・つばめ交通・都民交通がEM自交無線（現：EM無線）から移籍。
- 2001年（平成13年）
  - 京王交通が京王電鉄をはじめとする京王グループ間との類似商号訴訟敗訴により社名を飛鳥交通に改称。
  - けいひんボラグが飛鳥交通に吸収合併され消滅。
  - 宝自動車交通[18]がEM自交無線から、大日本交通・大日本自動車交通が東部無線（東部ハイタク協同組合）から移籍[19]。
- 2002年（平成14年）
  - オンライン運用によるクレジットカード料金決済システムを導入。
  - EM自交無線から共栄交通・大東京タクシー（現：大東京自動車）[20]・和親交通が、城東地区に基盤を持つ東部無線グループの解散により光洋自動車[21]・坂本自動車・実用興業・東武タクシー・八千代自動車[注 38]ならびにチェッカーキャブとも二重加盟する明治交通グループ3社（明治交通・明治自動車・鳳自動車）[注 39]が、帝都自動車交通との提携契約を解消した大輝交通が移籍、また独自営業をしていた日東交通が加盟し5,000台体制となる。
- 2003年（平成15年）
  - 堀切交通がチェッカーキャブから移籍。
  - 国産自動車交通の子会社として発足した国産タクシーが加盟。
- 2004年（平成16年）
  - 富士通テン（現：デンソーテン）製デジタルGPS-AVM配車システムの導入を開始[注 40]。
  - 東武タクシー（東京七福グループ）がEM自交無線へ移籍のため脱退[注 41]。
- 2006年（平成18年）
  - 同進交通が松崎交通グループ（→ベイサイドホールディングス (初代) グループ→シーサイドホールディングスグループ。のちに日本交通が取得）の自社配車に専念するため脱退[注 42]。なお子会社であった開進交通は引き続き加盟[注 43]。
  - 国産自動車交通の子会社である合同タクシーが発足し加盟。
  - iDによるタクシー料金決済システムならびにIVR（自動配車システム）を導入。
- 2007年（平成19年）
  - TSUTAYA（→CCC→カルチュア・コンビニエンス・クラブ）との業務提携によりTポイントサービスを開始[注 44]。
  - 黒塗りハイグレード車を導入開始。
  - 11月30日 - 西肥自動車系列だったシルバータクシー[注 45]が、国際自動車グループへ買収され移籍脱退。
  - 12月3日 - 料金改定に伴い大口顧客に対する割引を廃止。
- 2008年（平成20年） - 固定電話からの自動配車に限りフリーダイヤルを設置。
- 2009年（平成21年）
  - 前年10月に日本交通の子会社となった蔦交通が脱退。
  - 宮園自動車が子会社の宮園タクシーを統合。
  - 親和交通が子会社の都民交通を統合。
  - 公和自動車交通がタクシー・ハイヤー事業から撤退。
- 2010年（平成22年）
  - 本部ビルを新宿区百人町に建設し移転。
  - 杉並交通および三鷹交通が下津井電鉄グループから離脱。
  - 日興自動車・日興自動車交通が共同無線から移籍[注 46]。また同社グループで独自営業を行っていた日興タクシーも同時加盟。
  - 12月3日より2011年3月末までNTTドコモと提携し、黒塗りハイグレード車約820台に「日本Wi-Fi化計画」と称したプロモーションの一環で無線LAN対応モバイルWi-FiルーターBF-01Bを助手席後方に搭載した[注 47][22]。
- 2011年（平成23年） - チェッカーキャブとの提携業務を開始予定と報じられた[注 48]。
- 2012年（平成24年）
  - チェッカーキャブとの提携業務による共通乗車券を発行開始[23][注 49]。
  - 東武興業安全タクシー（東武グループ）が日本交通グループの東洋交通に買収され経営権を譲渡したために脱退[注 50]。
  - スマートフォンによる配車システム「すぐくるタクシー」の運用を開始。
- 2013年（平成25年）
  - 2月より出産を控えた妊婦をサポートする「プレママ安心タクシー」の運用を開始。
  - 5月よりSuica系共通乗車カード[注 51]・QUICPay・銀聯カードの電子マネーによる支払システムの運用を順次開始。
  - 親和交通が国際自動車グループの國際株式会社国際交通（現・国際交通）に買収され同社杉並営業所となったため脱退[注 52]。
  - 11月より仕様を統一し全国共通使用が可能なチケット「タワーネットワーク」の運用を開始[24]。
- 2015年（平成27年）9月 - 同年4月に日本交通が全株式を取得し子会社となっていた伊達交通が脱退[注 53]。
- 2016年（平成28年）
  - 10月 - 杉並交通がタクシー部門を分社化し杉並交通タクシーを新設[25]。
  - 10月27日 - 飛鳥交通グループ7社が日本交通とのフランチャイズ提携を発表し脱退を表明。2017年1月より順次切換を開始し[26]、3月一杯で本組合での営業を終了。
- 2017年（平成29年）
  - 1月12日 - 大和自動車交通グループと無線配車用スマートフォンアプリケーションならびにタクシーチケットを同年4月1日から統合することを発表[27]。
  - 2月9日 - 大和自動車交通が東京四社営業委員会から除名決定通告がされたため東京地方裁判所に仮処分申し立てを行う法廷闘争となる[28][29][30]。
  - 8月9日 - 上記法廷闘争の和解が成立[31][32]。この結果、スマートフォンアプリケーションの統合のみとなった[注 54][注 55][注 56]。
- 2018年（平成30年）
  - 10月 - 国産自動車交通が子会社の国産タクシーを統合[33]。なお同じ子会社の合同タクシーの廃止時期は不明。
  - 11月 - 大和自動車交通・チェッカーキャブとの3グループ共同によるPC・スマホ配車ウェブアプリ「WEBタクシー」を開始。
- 2019年（平成31年）4月 - 分社化されていた杉並交通タクシーが杉並交通第二に改称[25]。
- 2019年（令和元年） - QRコード決済Alipay・Wechat Payの取り扱いを開始[34]。
- 2020年（令和2年）
  - 2月 - 同盟交通が2013年（平成25年）9月の杉並区から三鷹市へ移転から遅れること約7年越しに吉祥寺交通へ改称[35]。
  - 3月 - 明治交通が子会社の明治自動車を統合し、入谷営業所とする[36]。
  - 11月20日 - 昭和自動車が日本交通とのフランチャイズ提携を発表し脱退を表明[37]。
- 2021年（令和3年）
  - 3月31日 - 日の丸交通が全株式を取得し子会社となった大陸交通が事業廃止し脱退[38][注 57]。
  - 4月1日 - チェッカーキャブとの業務提携を開始[39]。
  - 10月 - 東京ウエスターン交通が日本交通に営業権を譲渡、事業廃業し脱退[40]。
- 2022年（令和4年）
  - 1月10日 - チェッカーキャブの無線室が東京無線の本部ビル内に転入。
- 2023年（令和5年）
  - 3月 - 2021年7月より営業を休止していた高円寺交通が、ロイヤルリムジンに営業権を譲渡。
  - 6月 - 宝自動車交通が本社および三鷹営業所を新宿区四谷から武蔵野市関前に移転。
  - 11月 - 宝自動車交通が中野営業所を三鷹営業所に統合し本社営業所に改称。
- 2024年（令和6年）
  - 1月21日 - チェッカーキャブの無線の配車業務を東京無線に統合[14][41]。
  - 4月1日 - チェッカーキャブの加盟事業者が東京無線と二重加盟する形で東京無線に合流[14]。
  - 9月 - 東京協同タクシーが配車アプリをS.RIDEからGOに切り替えるためチェッカーキャブを脱退し、東京無線単独加盟に切り替え。
- 2025年（令和7年）
  - 1月15日 - 一越観光がタクシー事業から撤退[42]。

## 加盟会社・営業所
社名が斜体の会社は2024年（令和6年）4月よりチェッカーキャブから合流し、本組合と二重加盟している会社。
| 社名・営業所         | 社名・営業所          | 車体表記                | 車体表記                | 所在地             | 備考                                                                 |
| 社名・営業所         | 社名・営業所          | 緑色 （一般車）         | 黒色・ 深藍等           | 所在地             | 備考                                                                 |
| -------------------- | --------------------- | ----------------------- | ----------------------- | ------------------ | -------------------------------------------------------------------- |
| 葵交通               | 葵交通                | 葵                      | 葵                      | 杉並区和田         | 日産東京販売グループ                                                 |
| 錨自動車             | 錨自動車              |                         | IKARI                   | 世田谷区新町       |                                                                      |
| エミタスタクシー東京 | 葛飾営業所            | EMITAS TAXI TOKYO       | EMITAS TAXI TOKYO       | 葛飾区奥戸         | 旧・三葉交通 三信交通グループ→三ツ矢エミタスグループ                 |
| 鳳自動車             | 鳳自動車              | ŌT●RI                   | ŌT●RI                   | 葛飾区西水元       | 明治交通グループ                                                     |
| 開進交通             | 本社                  | ●開進交通               | 開進交通                | 板橋区坂下         | 同進交通の元子会社                                                   |
| 開進交通             | 世田谷営業所          | ●開進交通               | 開進交通                | 世田谷区喜多見     | 同進交通の元子会社                                                   |
| 開成交通             | 開成交通              | 開成●交通               | 開成●交通               | 三鷹市上連雀       |                                                                      |
| 吉祥寺交通           | 吉祥寺交通            | KICHIJOUJI              | KICHIJOUJI              | 三鷹市下連雀       | 旧・同盟交通 東京日産自動車販売グループ→ANZENグループ→境交通グループ |
| 共栄交通             | 共栄交通              | 共●栄                   | 共●栄                   | 板橋区新河岸       |                                                                      |
| 京西交通             | 京西交通              | 京西●交通               | 京西●交通               | 三鷹市牟礼         |                                                                      |
| 光洋自動車           | 光洋自動車            | コー■ヨー               | コー■ヨー               | 板橋区新河岸       |                                                                      |
| 国産自動車交通       | 国産自動車交通        | 国●産                   | 国●産                   | 練馬区豊玉南       | 国産自動車グループ                                                   |
| 小松川タクシー       | 小松川タクシー        |                         | KOMATSUGAWA             | 江戸川区松島       |                                                                      |
| 境交通               | 境交通                |                         | SAKAI                   | 三鷹市深大寺       | 境交通グループ                                                       |
| 榮交通               | 榮交通                |                         | SAKAE                   | 大田区大森南       |                                                                      |
| 栄自動車             | 本社営業所            |                         | SAKAE                   | 足立区梅田         | 栄自動車グループ                                                     |
| 栄自動車             | 金町営業所            | 葛飾区東金町            | SAKAE                   |                    | 栄自動車グループ                                                     |
| さがみ交通           | さがみ交通            | さがみ●交通             | ●SAGAMI                 | 杉並区上井草       | さがみ交通グループ                                                   |
| さがみ交通ムサシノ   | さがみ交通ムサシノ    | さがみ●交通             | ●SAGAMI                 | 武蔵野市関前       | さがみ交通グループ                                                   |
| 坂本自動車           | 本社営業所            | 坂●本                   | 坂●本                   | 台東区日本堤       |                                                                      |
| 坂本自動車           | 足立営業所            | 坂●本                   | 坂●本                   | 足立区梅島         |                                                                      |
| 三幸交通             | 本社営業所            | 三●幸                   | 三●幸                   | 杉並区桃井         | 三幸グループ                                                         |
| 実用興業             | 実用興業              | 実用●興業               | 実用●興業               | 葛飾区四つ木       |                                                                      |
| 品川タクシー         | 品川タクシー          |                         | SHINAGAWA               | 品川区東品川       |                                                                      |
| 城西タクシー         | 松ヶ丘営業所          | 城●西                   | 城●西                   | 中野区松が丘       |                                                                      |
| 新星自動車           | 新星自動車            | 新星★自動車             | 新星★自動車             | 中野区松が丘       | 新星グループ                                                         |
| 新日本交通〈北区〉   | 新日本交通〈北区〉    |                         | SHINNIHON KOTSU         | 北区浮間           |                                                                      |
| 新日本交通〈杉並区〉 | 新日本交通〈杉並区〉  | ●新日本                 | ●新日本                 | 杉並区和田         |                                                                      |
| スガイ交通           | スガイ交通            | スガイ●交通             | ●                       | 中野区新井         |                                                                      |
| 杉並交通第二         | 杉並交通第二          | 杉並◆交通 ◆杉並交通第二 | 杉並◆交通 ◆杉並交通第二 | 杉並区高井戸東     | 元・下津井電鉄グループ 杉交グループ                                  |
| 大輝交通             | 大輝交通              | 大輝▼交通               | 大輝▼交通               | 目黒区八雲         |                                                                      |
| 大東京自動車         | 大東京自動車          | ●大東京                 | ●大東京                 | 世田谷区用賀       |                                                                      |
| 大日本交通           | 本社 田端営業所       | 大日本●交通             | 大日本●交通             | 北区東田端         | 大日本グループ                                                       |
| 大日本交通           | 日暮里営業所          | 大日本●交通             | 大日本●交通             | 荒川区西日暮里     | 大日本グループ                                                       |
| 大日本自動車交通     | 大日本自動車交通      | 大日本●交通             | 大日本●交通             | 荒川区荒川         | 大日本グループ                                                       |
| 宝自動車交通         | 本社営業所            | ■宝自動車交通           | ■宝自動車交通           | 武蔵野市関前       |                                                                      |
| 中京自動車           | 中京自動車            |                         | CHUKYO                  | 足立区入谷         |                                                                      |
| つばめ交通           | つばめ交通            | つばめ●交通             | つばめ●交通             | 足立区鹿浜         |                                                                      |
| 天龍交通             | 天龍交通              |                         | TENRYU                  | 品川区南大井       | 高岡交通グループ                                                     |
| 東京協同タクシー     | 東京協同タクシー      |                         | TOKYO KYOUDO            | 板橋区上板橋       | 東京自交無線→チェッカー→東京無線                                     |
| 東京交通興業         | 深川営業所            |                         | TOKYO KOTSU KOGYO       | 江東区塩浜         |                                                                      |
| 東京第一交通         | 東京第一交通          | 東京●第一               | 東京●第一               | 葛飾区西亀有       |                                                                      |
| 東京都民自動車       | 東京都民自動車        |                         | TOKYO TOMIN             | 渋谷区笹塚         |                                                                      |
| 東京ヤサカ自動車     | 本社営業所            |                         | TOKYO YASAKA            | 大田区大森南       | ヤサカグループ                                                       |
| 日興自動車           | 日興自動車            | 日興●自動車             | 日興●自動車             | 豊島区池袋本町     | 日興自動車グループ                                                   |
| 日興自動車交通       | 日興自動車交通        | 日興●自交               | 日興●自交               | 板橋区加賀         | 日興自動車グループ                                                   |
| 日興タクシー         | 日興タクシー          | 日興●タクシー           | 日興●タクシー           | 板橋区加賀         | 日興自動車グループ                                                   |
| 日東交通             | 日東交通              | 日●東                   | 日●東                   | 大田区矢口         |                                                                      |
| 日本自動車交通       | 日本自動車交通        | 日本●自交               | 日本●自交               | 中野区大和町       |                                                                      |
| 練馬交通             | 練馬交通              | 練馬●交通               | 練馬●交通               | 練馬区中村南       |                                                                      |
| 練馬タクシー         | 練馬タクシー          | 練馬●タクシー           | 練馬●タクシー           | 練馬区関町北       | 練馬タクシーグループ                                                 |
| 東日本交通           | 東日本交通            | ●東日本                 | ●東日本                 | 渋谷区笹塚         |                                                                      |
| 富士交通             | 富士交通              |                         | FUJI KŌTSŪ              | 北区栄町           |                                                                      |
| 不二交通             | 不二交通              | 不二◆交通               | 不二◆交通               | 杉並区桃井         |                                                                      |
| 双美交通             | 双美交通              |                         | FUTAMI                  | 葛飾区立石         |                                                                      |
| 平和タクシー         | 東京初台営業所        | 平◆和                   | 平◆和                   | 渋谷区初台         |                                                                      |
| 豊和自動車           | 豊和自動車            | 豊●和                   | 豊●和                   | 目黒区東山         | 宮園グループ                                                         |
| 堀切交通             | 堀切交通              | 堀切●交通               | Horikiri Kotsu          | 葛飾区お花茶屋     |                                                                      |
| 本州自動車           | 本州自動車            |                         | HONSHU                  | 三鷹市下連雀       | 本州自動車グループ                                                   |
| 本所タクシー         | 本所タクシー          | 本●所                   | HONJO●TAXI              | 墨田区横川         |                                                                      |
| 美鈴タクシー         | 美鈴タクシー          | 美●鈴                   | 美●鈴                   | 杉並区宮前         |                                                                      |
| 三鷹交通             | 三鷹交通              | 三鷹●交通               | 三鷹●交通               | 三鷹市牟礼         | 元・下津井電鉄グループ                                               |
| 三ツ矢観光自動車     | 本社 墨田営業所       |                         | MITSUYA                 | 墨田区墨田         | 三ツ矢観光グループ 旧EM無線→EM自交無線→チェッカー→東京無線           |
| 三ツ矢観光自動車     | 亀有営業所            | 葛飾区白鳥              | MITSUYA                 |                    | 三ツ矢観光グループ 旧EM無線→EM自交無線→チェッカー→東京無線           |
| みなとタクシー       | みなとタクシー        |                         | MINATO                  | 板橋区前野町・蓮根 | 梅田交通グループ イースタンモータースグループ                        |
| 宮城交通             | 宮城交通              |                         | MIYAGI                  | 豊島区西池袋       | 栄自動車グループ                                                     |
| 宮園自動車           | タクシー部 杉並営業所 | 宮●園                   | 宮●園                   | 杉並区井草         | 宮園グループ                                                         |
| 明治交通             | 本社                  | 明治●交通               | 明治●交通               | 北区上中里         | 明治交通グループ                                                     |
| 明治交通             | 入谷営業所            | 明治●交通               | 明治●交通               | 足立区入谷         | 明治交通グループ                                                     |
| 八千代自動車         | 八千代自動車          | ●八千代自動車           | ●八千代自動車           | 台東区浅草         |                                                                      |
| 山三交通             | 山三交通              |                         | YAMASAN                 | 江東区南砂         |                                                                      |
| 代々木自動車         | 代々木自動車          | 代々木●TAXI             | 代々木●TAXI             | 渋谷区初台         |                                                                      |
| 和親交通             | 和親交通              | 和親■交通               | 和親■交通               | 三鷹市新川         |                                                                      |

## テレビ・エンターテインメントと東京無線
東京を舞台にしたテレビドラマでタクシーが登場するシーンでは、東京無線のタクシーが登場する頻度が高く、バラエティ番組などでも露出が多い。
一例としてTBS製作のドラマ『女タクシードライバーの事件日誌』にほ本無線組合加盟の国産自動車交通が撮影に協力している。
グランツーリスモ4のクレジットにレーシングパーツメーカーなどと同等に表記される。
2001年にリリースされたEvery Little Thingの楽曲「fragile」のPVにさがみ交通の車両が登場する。